# Magnus Hedman
Magnus Hedman (Huddinge, 19 maart 1973) is een voormalig Zweeds voetbaldoelman die onder andere voor AIK Stockholm, Celtic FC en Chelsea FC speelde. In 2000 won hij de Guldbollen, de prijs voor beste Zweedse voetballer van het jaar. Hij speelde ook voor de Zweedse nationale ploeg.

## Carrière
Hedman startte zijn profcarrière bij AIK Stockholm in 1990. Met AIK werd hij landskampioen en 1992. In 1994 werd hij opgeroepen in de selectie van de nationale ploeg die deelnam aan de eindronde van het WK 1994. Hij was er tweede keeper na Thomas Ravelli. Hedman maakte zijn debuut voor Zweden op 9 februari 1997 in de vriendschappelijke wedstrijd tegen Roemenië (2-0), net als Joakim Persson (Atalanta Bergamo), Rob Steiner (IFK Norrköping), Jozo Matovac (Örgryte IS), Pascal Simpson (AIK Solna), Daniel Tjernström (Örebro SK) en Marino Rahmberg (Derby County FC).
In juli van datzelfde jaar verliet hij Zweden en ging in Engeland voetballen, voor Coventry City. Hedman was er de vervanger van Steve Ogrizovic, met wie hij nog drie seizoenen samenspeelde. In 2000 stond hij in het doel van Zweden op het EK 2000, hij speelde er alle wedstrijden. Datzelfde jaar werd hij ook verkozen tot Zweeds voetballer van het jaar. Ook op het WK 2002 was Hedman de vaste doelman.
In 2002 verliet hij Coventry en trok naar het Schotse Celtic FC, waar hij - na een korte huurperiode aan AC Ancona - tot 2005 zou voetballen. Voor het EK 2004 werd Hedman opnieuw geselecteerd, ditmaal als tweede keeper achter Andreas Isaksson. Na zijn periode bij Celtic stopte hij met zijn profcarrière. Maar in september 2006 was er sprake van een sensationele comeback in de Engelse Premier League. Er zou volgens Hedman interesse geweest zijn van Newcastle United, maar de club zegt daar niets van te weten. Uiteindelijk speelde hij nog een jaar voor Chelsea FC, die toen met een keeperprobleem te kampen had. Hij speelde enkele oefenmatchen maar geen enkele officiële wedstrijd voor Chelsea. In 2007 beëindigde Hedman zijn carrière. In totaal speelde hij 58 interlands voor de Zweedse nationale ploeg.

## Privé
Hedman is getrouwd met Magdalena Graaf, een Zweeds model en voormalig popzangeres. Samen hebben ze drie zonen.